# Sluneční skvrna

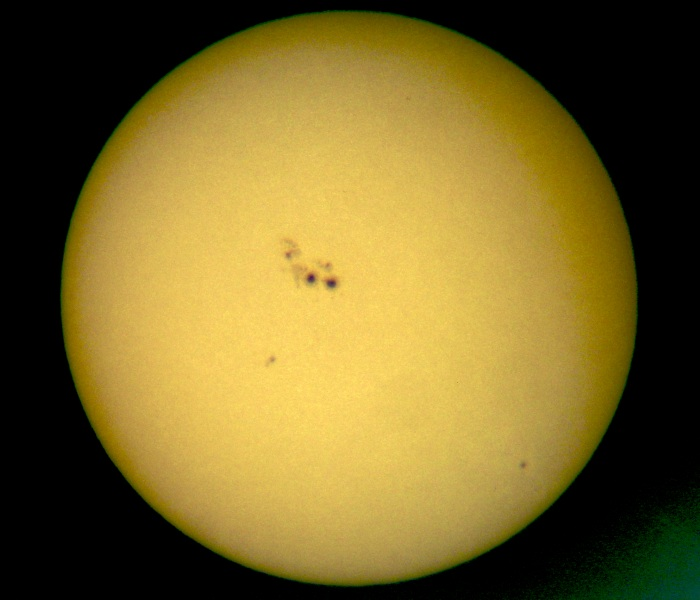
Sluneční skvrny

Paleoklimatická rekonstrukce počtu slunečních skvrn

Sluneční skvrna je oblast na povrchu Slunce (ve fotosféře), které magnetické pole zabraňuje v proudění, a tak se vytvářejí oblasti s menší povrchovou teplotou než má okolí. Podobné jevy vyskytující se na ostatních hvězdách se nazývají hvězdné skvrny. Jejich výskyt může mít zcela jiné charakteristiky.

## Sluneční skvrny

### Charakteristika skvrn
Skvrny jsou nejvýraznějším z projevů aktivity, minimálně pro amatérské astronomy. Je to oblast nižší teploty ve fotosféře – kolem 4000 K (okolní fotosféra má asi 5800 K), která se v bílém světle jeví černá. Toto zbarvení je ale pouze zdánlivé, protože se kontrast umocňuje díky jasnější okolní fotosféře. Skvrna by sama o sobě svítila oranžovým světlem (v UV a oboru rentgenového záření by se však skvrna jevila světlejší než fotosféra).
Skvrny se vyskytují v aktivních oblastech (aktivní oblasti můžeme spatřit i v dalekohledu, jsou jimi již zmíněná fakulová pole, patrná při západním nebo východním okraji disku).
Chceme-li zjistit, co je příčinou vzniku takové skvrny, nemusíme hloubat dlouho. Rozhodně to není žádná díra do nitra Slunce (jak se první pozorovatelé domnívali), ale je to zjednodušeně „porucha“ v magnetickém poli Slunce. Jsou to velmi silné magnety (intenzita od 0,2 do 0,4 T = 2000 – 4000 G !), nejsilnější magnetická pole na Slunci. Ze skvrny prakticky „tryskají“ magnetické siločáry, které se následně vrací zpět. „Magnetismus slunečních skvrn je důsledkem mohutných elektrických proudů, které tečou při povrchu.“ Mnohdy se jedná o velmi silné proudy, neboť plazma je výborným vodičem elektřiny. Magnetické siločáry ve skvrně jsou značně pokroucené, a proto brzdí stoupající horké oblaky v konvektivní vrstvě. Díky tomu je potlačen přenos energie z nitra Slunce do skvrny, a tak má skvrna teplotu až o 2000 K nižší. Zbývá ještě zmínit, že mechanismem, jenž přeměňuje kinetickou energii plazmatu (a tím utváří skvrnu), je samobuzené dynamo.

### Životnost a rozdělení skvrn, Wilsonův jev
Životnost skvrn se pohybuje od několika hodin (u těch menších), přes několik dní, až po několik měsíců (u těch největších) – ty tedy vydrží několik otoček Slunce, a my tak máme možnost detailně sledovat jejich vývoj.
Nejmenší skvrny se nazývají póry (v dalekohledu s BAADER fólií vypadají jako malé, šedé tečky. Jsou to buď zanikající skvrny, nebo se mohou rozrůst ve větší skvrnu, nebo neméně pravděpodobně do pár hodin zaniknou. Mají průměr jen několik set km (přibližně jedné ČR). Největší viditelné skvrny mají průměr až 20 000 km (kolem čtyřiceti ČR). Ty se ale výhradně vyskytují ve skupinách, složitých komplexech o několika desítkách skvrn.
Větší skvrny mají dvě hlavní části. Tmavou střední „umbru“ („stín“) a „penumbru“ („polostín“) – ta tvoří přechod mezi umbrou a fotosférou. Tyto části jsou v amatérském dalekohledu bez problému pozorovatelné i při projekci – promítnutí Slunce na papír, ve větších dalekohledech spatříme v penumbře i radiální „paprsky“ směřující ven, z umbry. Ve velkých dalekohledech (např. švédský teleskop) spatříme v nejnižších vrstvách fotosféry i proudění plynů ven ze skvrny, zatímco ve vyšších vrstvách vtékajících do skvrny.
Při amatérském pozorování můžeme pozorovat i Wilsonův jev. Není to nic jiného, než zdánlivé zploštění (deformace) skvrny při okrajích disku. To je dáno tím, že Slunce je koule.

## Objev slunečních skvrn
Prvenství objevu skvrn bylo přisouzeno tomu, kdo svůj objev publikoval jako první. Byl jím Johannes Fabricius. Jeho otec byl německý farář z Resterhave, který byl v kontaktu s Tychonem Brahe a korespondoval i s Johannesem Keplerem. Jeho vedlejším zájmem bylo pozorování hvězd, přičemž jeho nejstarší syn, Johannes, se začal o astronomii zajímat též. „Otec ho sice poslal na medicíny do Helmstedtu, do Wittenbergu, a pak, v roce 1609 na univerzitu v nizozemském Leidenu, ale zaujatý student se v prostředí univerzit stihl vzdělat i v astronomii.“ A právě v Nizozemsku se roku 1608 rozmohl vynález dalekohledu. Odtud si je také přivezl domů.
Otec ho nabádal k namíření dalekohledu na Slunce, a tak se dne 9. března 1611 i stalo. Uviděl zde malou černou skvrnu. Johannes si nejdříve myslel, že vidí přelud, ale otec ji viděl také. Skvrnu sledovali do večera, ale zůstala nezměněna. Druhý den ráno ji však spatřil opět, a tak se stal prvním, kdo objev oznámil. Nutno ale dodat, že oba měli obrovské štěstí, že nepřišli o zrak. Pozorovali totiž Slunce přímo, ale díky extrémně nízké světelnosti dalekohledu nepřišli o zrak. „Pro upřesnění – aby bylo možné bezpečně pozorovat Slunce, je třeba odclonit 99,999 % jeho světla (dalekohled totiž účinek dopadajícího světla mnohonásobně umocní). Nejbezpečnějším, dodnes užívaným způsobem nepřímého pozorování Slunce, je projekce, promítnutí na papír. Jejich, ale ani Galileovým typem dalekohledu nešlo Slunce promítat, protože byl složen ze spojky a rozptylky. Až později vymyslel Christoph Scheiner pozorování pomocí speciální dírkové komory.
„Fabricius sice popsal skvrny jako první, avšak jiní je spatřili daleko dřív než on.“ Jako první by měl být jmenován Ital Galileo Galilei (1564–1642), který nejprve získal dalekohled od nizozemského fyzika Hanse Lippersheye a později si ho sám, už v roce 1610 i vyrobil. Následoval ho 8. prosince 1610 anglický matematik a filozof Thomas Harriot (1560–1621). To bylo dokázáno z jeho záznamů až po dvou letech. Dokonce tři dny před Fabriciem, 6. března 1611, pozoroval skvrny zmíněný Christoph Scheiner (1575–1650) a jeho pomocník Johannes Baptista Cysat (1588–1657).